# Ipomoea squamisepala
Ipomoea squamisepala är en vindeväxtart som beskrevs av O'donell. Ipomoea squamisepala ingår i släktet praktvindor, och familjen vindeväxter. Inga underarter finns listade i Catalogue of Life.

## Bildgalleri

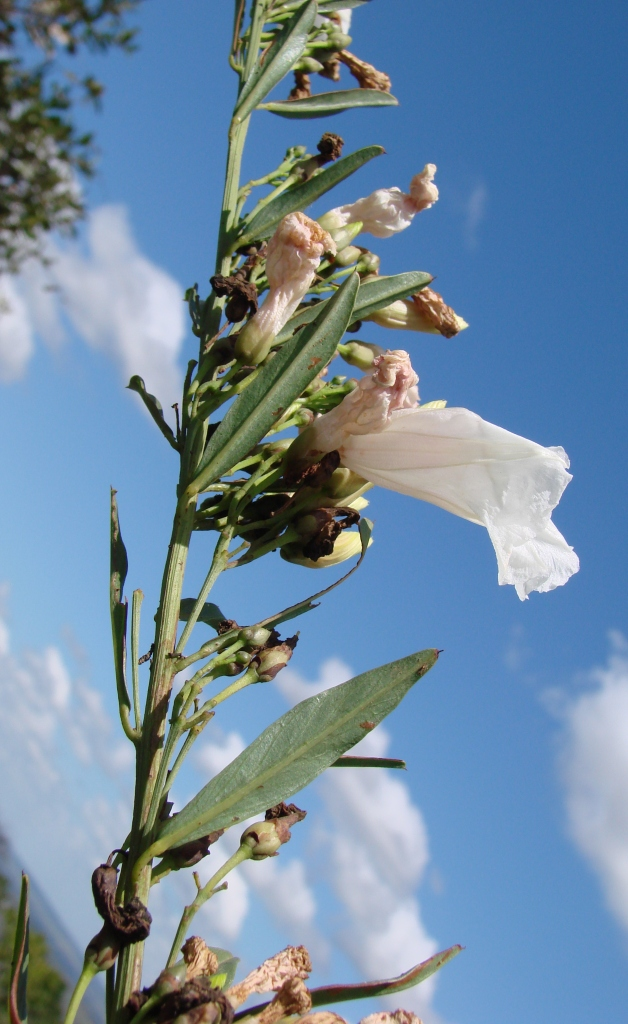
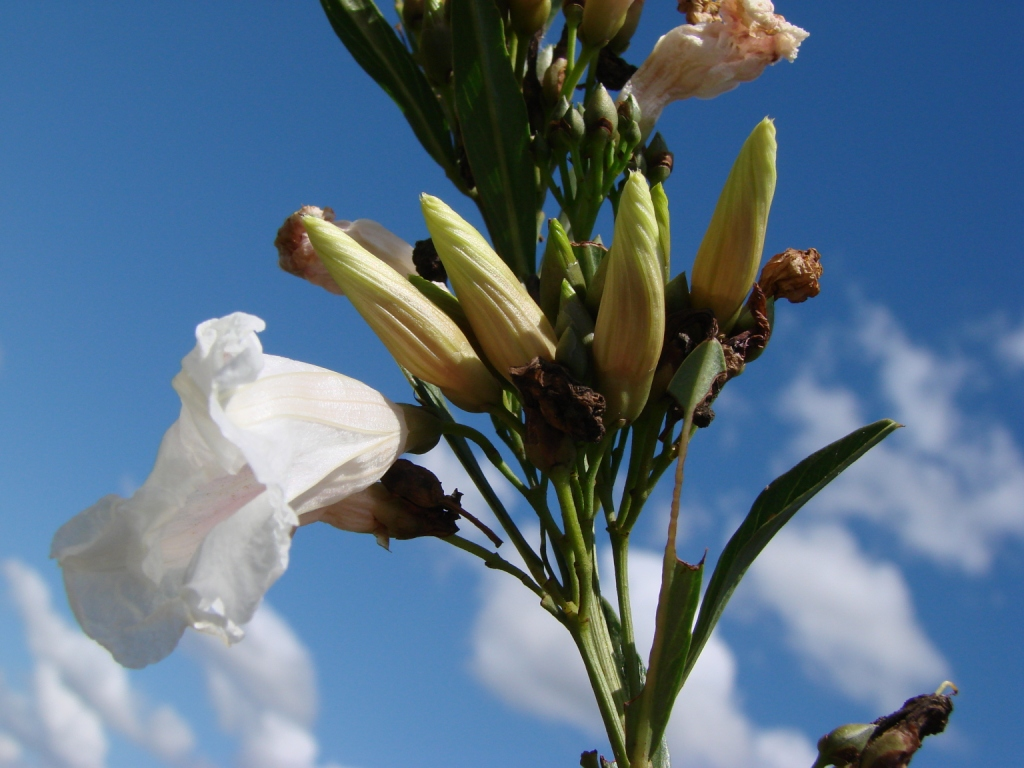